# Anthony Cumia
Anthony Cumia (26 d'abril de 1961) és un escriptor, actor i comediant estatunidenc.